# Федорончук, Василий Лукинович
Василий Лукинович Федорончук (укр. Васи́ль Лукинович Федорончу́к; 26 января или 26 марта 1915, Соколов Австро-Венгрия (ныне Тернопольская область, Украина) — 4 ноября 1984, Рим) — украинский политик, редактор, издатель, журналист, общественный деятель. Премьер-министр Украинской народной республики в изгнании (1972—1974).

## Биография
Родился в 1915 году в селе Соколов на Тернопольщине. По окончании в 1936 году Львовской академической гимназии, отправился получать высшее образование в Париж. Изучал в Сорбонне журналистику, историю, в совершенстве изучил несколько европейских языков. Был активистом украинского национального движения, подвергался гонениям со стороны польских властей.
Оказавшись в Риме в 1942 году, сотрудничал с итальянскими и украинскими газетами, налаживал контакты с просветительскими и научными силами. Продолжил изучать право в Римском университете, защитил докторат по политологии, возглавлял Украинскую студенческую общину Италии, а впоследствии — Украинскую общину в Риме.
Имея с давних пор националистические убеждения, был членом ОУН.
После неожиданного ареста немцами в Риме представителя провода ОУН в Италии Евгения Онацкого и отправки его в берлинское гестапо, перед проводом националистов-мельниковцев встала необходимость поиска достойной замены. Выбор пал на В. Федорончука, назначенного представителем ОУН (М) А. Мельника в Риме.
Сотрудничал с международными эмигрантской организациями выходцев из Восточной и Средней Европы, с 1952 г. был Генеральным секретарём межнациональной политической организации «Интернационал Свободы», программной целью которой провозглашалась «борьба против большевистской идеологии». Членами этой организации активно становились эмигранты из Украины, Беларуси, Грузии, Польши, Румынии, Словакии, Чехии, Хорватии, Албании. Позже, руководитель совета Европейского союза журналистов.
В 1951—1975 руководил украинской программой на Итальянском государственном радио. Был активным членом организации Украинский Народный Союз во Франции. Соучредитель, Генерального секретарь Итальянско-украинского общества. В 1963—1964 при Институте славянской филологии государственного Римского университета вёл курсы украинского языка, преподавался также предмет «Этнография и история Украины».
В 1960—1970-х годах член правительства УНР в изгнании, с 1967 г. — руководитель отдела внешних дел.
В 1972—1974 — Премьер-министр Украинской народной республики в изгнании. Часто ездил по Италии и другим странам Западной Европы с докладами о ситуации с правами человека в советской Украине и в СССР.
Автор серии пропагандистских брошюр по истории украинского вопроса и российско-украинских отношений. Издатель, редактор ежеквартальника «Ucraine» (на итальянском языке, 1955—1956 гг.).
Автор работ по украинской истории, литературе, ряда брошюр по украинскому вопросу.

## Избранные публикации
- Realta’ Storia del problema Ukraino (Историческая реальность украинской проблемы),
- Il problema Ukraino attraverso la storia (Украинская проблема в исторической преемственности),
- L’Ukraina sottoil di Moska (Украина под игом Москвы)

Умер и похоронен в Риме в 1984 году.